# Rámin Rezáiján
Rámin Rezáiján Szemeszkandi (perzsa írással رامین رضاییان سمسکندی; Szári, 1990. március 21. –) iráni labdarúgó, az élvonalbeli Szepáhán FC hátvédje, de csatárként is bevethető.

## Pályafutása

### Az iráni válogatottban
Az iráni válogatottban az Irak elleni 1–0-s barátságos mérkőzésen lépett először pályára 2015. január 4-én. A 2018-as világbajnokság selejtezőin is lehetőséget kapott, majd a  sikeres kvalifikáció után a vb-csoportmérkőzéseken játszó keretbe is bekerült, és mindhárom meccsen pályára lépett.
Következő tornája a 2019-es Ázsia-kupa volt, ahol csak egy csoportmeccsen játszott. A 2022-es világbajnokság kvalifikációjában is pályára lépett. 2022. november 25-én a Wales ellen 2–0-ra megnyert vb-csoportmérkőzést végigjátszotta, és gólt is szerzett.

#### Mérkőzési az iráni válogatottban
| Irán     | Irán  | Irán |
| Év       | Mérk. | Gól  |
| -------- | ----- | ---- |
| 2015     | 7     | 1    |
| 2016     | 9     | 1    |
| 2017     | 8     | 0    |
| 2018     | 11    | 0    |
| 2019     | 10    | 0    |
| 2022     | 3     | 1    |
| Összesen | 48    | 3    |